# Цибулкова, Доминика
Домини́ка Цибу́лкова (словац. Dominika Cibulková; родилась 6 мая 1989 года в Братиславе, Чехословакия) — словацкая теннисистка; победительница Финала тура WTA в одиночном разряде (2016); финалистка одного турнира Большого шлема в одиночном разряде (Открытый чемпионат Австралии-2014); победительница девяти турниров WTA (из них восемь в одиночном разряде); бывшая четвёртая ракетка мира в одиночном рейтинге; победительница Кубка Хопмана 2009 в составе национальной сборной Словакии; бывшая третья ракетка мира в юниорском рейтинге.

## Общая информация
Цибулкова начала играть в теннис в возрасте семи лет вместе со своими родителми — Катариной и Миланом.
Любимыми покрытиями словацкой теннисистки являются грунт и хард.
Доминика владеет английским и словацким языками.
Помимо различной спортивной и рекламной деятельности словачка несколько раз снималась для различных мужских журналов.
В 2016 году Цибулкова вышла замуж за своего давнего бойфренда, Михала Новара. В 2020 году у них родился сын, Якуб.

## Спортивная карьера

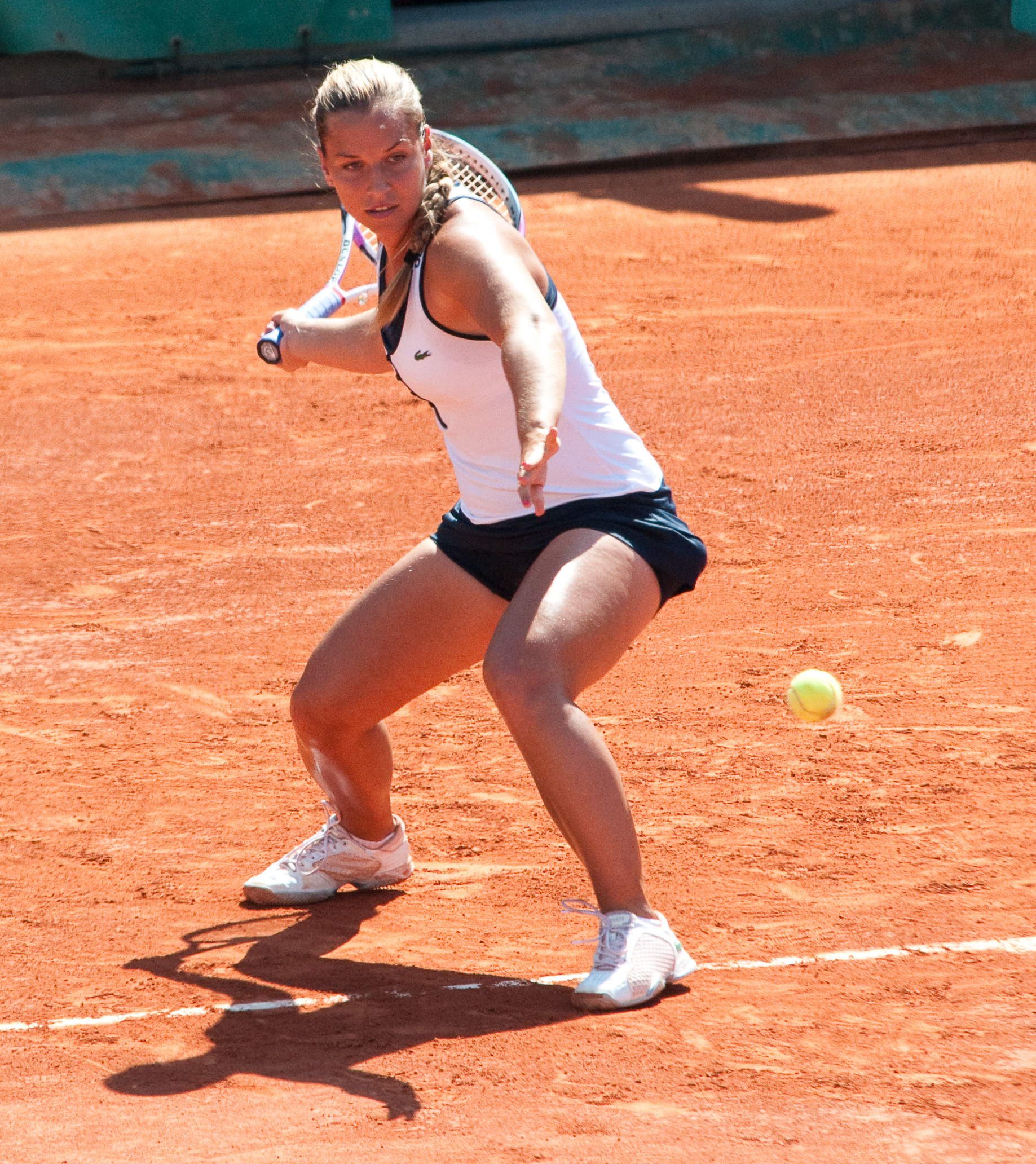
Доминика в 2009 году.

### Юниорские годы
Доминика постепенно прошла все ступени юниорских соревнований и в 2002 году дебютировала в турнирах старших юниоров. За полтора года она смогла улучшить свою игру и впервые добралась до финала одиночного турнира G1 (в Каракасе). В следующем году она стабилизировала свои результаты и несколько раз дошла до полуфиналов аналогичных турниров в Европе, благодаря чему на Открытом чемпионате США-2004 впервые участвовала в основных соревнованиях юниорского турнира Большого шлема.
В следующие полгода произошёл пик карьеры словачки в юниорских соревнованиях: Доминика неоднократно отметилась в финалах соревнований высшей категории, результативно играя и в одиночном и в парном разрядах. Одержаны победы над многими лидерами юниорского тенниса тех лет: Чжань Юнжань, Мариной Эракович, Ралукой Олару, Каролиной Возняцки и рядом других. Правда, особо громких побед завоевать не удалось: на турнирах Большого шлема Цибулкова так ни разу и не прошла дальше четвертьфинала; главными её результатами на этом этапе карьеры стали два подряд финала в Eddiе Herr International (в 2004 году она проиграла титульный матч Монике Никулеску, а год спустя обыграла в решающем матче Сорану Кырстю), а также полуфинал парного турнира Orange Bowl-2005, где она с ещё одной румынкой Александрой Дулгеру обыграла сестёр Радваньских.
В 2006 году сделав ещё несколько неудачных попыток выиграть турнир Большого шлема, она полностью переключилась на турниры во взрослом туре.

### Начало взрослой карьеры
В 2004 году Доминика дебютировала в профессиональном туре, сыграв в конце сезона отбор к 25-тысячнику в чешском Прухонице. Уже в первом матче на подобном уровне была одержана победа. Через год выступления во взрослом туре начинают носить более регулярный характер: в начале сезона Доминика отметилась в своём первом финале во взрослом туре, а затем участвует в первой квалификации турнира WTA (оба раза — в Марокко). В мае словачка впервые получает место в профессиональном рейтинге.
В 2006 году Доминика начала сезон в Новом свете: в феврале сыграна пара турниров в Канаде — на каждом была успешно пройдена квалификация, но на первом словачка этим и ограничилась, а на втором она смогла затем выиграть четыре матча в основе и добыть свой первый финал на 25-тысячниках. В начале мая Цибулкова улучшает этот результат, дойдя до финала 50-тысячника в Шарлотсвилле, попутно одержав свою первую победу над игроком топ-100, обыграв Акико Моригами. Через пару недель была сыграна первая основа турнира WTA: в Стамбуле словачка получила специальное приглашение от организаторов, обыграв в своём дебютном матче на подобном уровне Эшли Харклроуд. До конца августа Цибулкова ещё несколько раз, без особого успеха, участвовала в различных соревнованиях женского тура, пока на 50-тысячнике в Римини ей вновь не удалось добраться до финала. За тот турнир пришлось сыграть восемь матчей лишь один из которых завершился в двух сетах. До конца сезона Доминика ещё прошла квалификацию и круг основы на турнире WTA в Ташкенте, а также победила на домашнем 75-тысячнике в Братиславе. Побывав за год в четырёх финалах словачка отыграла в рейтинге 399 позиций и впервые завершила сезон в топ-200.
Не безуспешен был и сезон в парном разряде — в феврале, на 25-тысячнике в Квебеке, словачка смогла выйти не только в одиночный, но и в парный финал, где в паре с Вероникой Хвойковой уступила титул Альберте Брианти и Джулии Казони.
Успехи прошлого года позволили словачке в сезоне-2007 впервые сыграть серию соревнований в Австралазии, а также дебютировать в квалификации взрослого турнира Большого шлема. Попытка пройти отбор на Открытый чемпионат Австралии окончилась неудачей уже в первом круге квалификации, когда Доминика в упорном матче уступила по итогам шестнадцатого гейма решающего сета Алле Кудрявцевой. В дальнейшем словачка также играет квалификации турниров WTA, но определённые успехи приходят лишь в апреле, когда на турнире в Амелия-Айленде Доминика прошла два круга основы, обыграв в том числе и тогдашнюю 31-ю ракетку мира Анабель Медину Гарригес. Позже успех удалось развить в Европе: добыты четвертьфинал на турнире WTA в Праге, а затем третий раунд на Открытом чемпионате Франции, где Доминика впервые в карьере прошла квалификацию и проиграла лишь Светлане Кузнецовой. Весенние успехи позволили ей впервые в карьере войти в первую сотню мирового рейтинга.
Летом позиции в сотне сильнейших теннисисток одиночного рейтинга удалось закрепить, когда Доминика вышла сначала в полуфинал 50-тысячника в Кунео, а затем в четвертьфинал турнира WTA в Стокгольме. Следом, на серии турниров в Северной Америке, Доминика одержала ещё несколько побед над игроками первой полусотни, понемногу поднявшись в рейтинге. В сентябре Цибулкова вышла в свой первый полуфинал турнира WTA, пройдя в эту стадию на соревнованиях в Гуанчжоу. Этот успех и общая стабильность по ходу года позволили ей к концу сезона подняться в топ-50.

### 2008—2012
В 2008 году Доминика продолжила улучшать свои результаты: стабильно выступая по ходу всего сезона она периодически выдавала удачные результаты на турнирах — например, в феврале она пробилась в четвертьфинал турнира 1-й категории в Дохе, попутно обыграв 12-ю ракетку мира Патти Шнидер и 7-ю ракетку мира Винус Уильямс; а в апреле Цибулкова вышла в свой первый финал турниров WTA, дойдя до решающего матча на соревновании в Амелия-Айленде. Спустя три месяца словачка повторила этот результат на более статусном турнире в Монреале, попутно обыграв шестую ракетку мира Елену Дементьеву и вторую ракетку мира Елену Янкович. Подобные результаты позволяют ей к концу года войти в топ-20 одиночной классификации. В августе она также приняла участие в Олимпийских играх, проводившихся в Пекине. На Олимпиаде Цибулкова смогла дойти до третьего раунда, где проиграла Елене Янкович.
В парном разряде в 2008 году она на Откртытом чемпионате США в паре с француженкой Виржини Раззано пробилась в четвертьфинал, попутно сломив сопротивление двенадцатого дуэта посева — пары Ивета Бенешова / Галина Воскобоева.
В начале 2009 года Доминика выиграла первый крупный командный титул в миксте: в паре с Дмиником Хрбаты она принесла Словакии победу в Кубке Хопмана. В финальном матче им противостояла команда России в лице Марата и Динары Сафиных.
В течение следующих нескольких лет словачка закрепилась на рубеже второго и третьего десятков. В июне 2009 года она впервые пробивается в полуфинал турнира Большого шлема в одиночном разряде: на Ролан Гаррос она вышла в эту стадию, попутно обыграв Марию Шарапову.
Словачку не обошли и локальные спады формы, травмы и смена тренеров, но всё это не привело к большим падениям в рейтинге — долгое время её место в топ-50 оставалось незыблемым. В сентябре 2010 года Цибулкова смогла выйти в четвертьфинал Открытого чемпионата США, а в июне 2011 года она впервые вышла в ту же стадию на Уимблдонском турнире. В конце 2011 года её серия неплохих выступлений впервые за три года привела к выходу в финал соревнований WTA: сначала словачка уступила финал турнира в Линце, а затем, наконец, выиграла свой первый титул на подобном уровне, победив на соревновании в Москве, попутно была обыграна тогдашняя пятая ракетка мира Вера Звонарёва.
В 2011 же году приходит первый финал парного турнира WTA: в Хертогенбосе, вместе с Флавией Пеннеттой она вышла в решающий матч, попутно обыграв дуэт Роберта Винчи / Сара Эррани.
В 2012 году Доминика выступала на уровне игрока топ-20, добилась ещё нескольких финалов соревнований WTA и успешно выступила на многих крупных турнирах. В мае словачка помогает произойти смене лидера одиночного рейтинга WTA, переиграв в четвёртом круге Открытого чемпионата Франции тогдашнюю первую ракетку мира Викторию Азаренко. На Олимпийских играх в Лондоне Доминика выступила неудачно, проиграв в первом же раунде одиночных и парных соревнований. В целом одиночные выступления по ходу сезона ей удавалось удачно совмещать с парными, где Доминика, периодически добиваясь успеха на крупных турнирах, впервые смогла закончить сезон в топ-100.

### 2013—2016 (финал в Австралии и победа на Итоговом турнире)
В 2013 году общая стабильность выступлений немного упала — словачка без особого блеска провела турниры Большого шлема и чуть опустилась в рейтинге. За год Доминика дважды отметилась в финалах турниров WTA, оба раза сыграв с Агнешкой Радваньской и вырвав у неё один титул (в Станфорде). Одним из лучших выступлений турниров сезона стал августовский Торонто, где словачка добралась до четвертьфинала, переиграв Анжелику Кербер и неудобную для себя Роберту Винчи. В паре Доминика во второй раз в карьере добралась до финала турниров WTA — вновь в Хертогенбосе (вместе с Аранчей Паррой Сантонхой), но опять не сумела завоевать титул.
В 2014 году Цибулкова сделала качественный скачок в результатах: не добивших особых успехов на подготовительных турнирах она смогла добраться до финала на Открытом чемпионате Австралии, последовательно переиграв Марию Шарапову, Агнешку Радваньскую и Симону Халеп. Она стала первой теннисисткой, выступающей под флагом Словакии, кому удалось выйти в финал Большого шлема в одиночном разряде. Благодаря выступлению в Австралии, Цибулкова поднялась в рейтинге с 24-го на 13-е место.
| Стадия  | Соперница (посев)         | Рейтинг | Счёт        |
| 1 раунд | Франческа Скьявоне        | 42      | 6-3 6-4     |
| 2 раунд | Штефани Фёгеле            | 46      | 6-0 6-1     |
| 3 раунд | Карла Суарес Наварро (16) | 16      | 6-1 6-0     |
| 4 раунд | Мария Шарапова (3)        | 3       | 3-6 6-4 6-1 |
| 1/4     | Симона Халеп (11)         | 11      | 6-3 6-0     |
| 1/2     | Агнешка Радваньская (5)   | 5       | 6-1 6-2     |
| Финал   | Ли На (4)                 | 4       | 6-7(3) 0-6  |

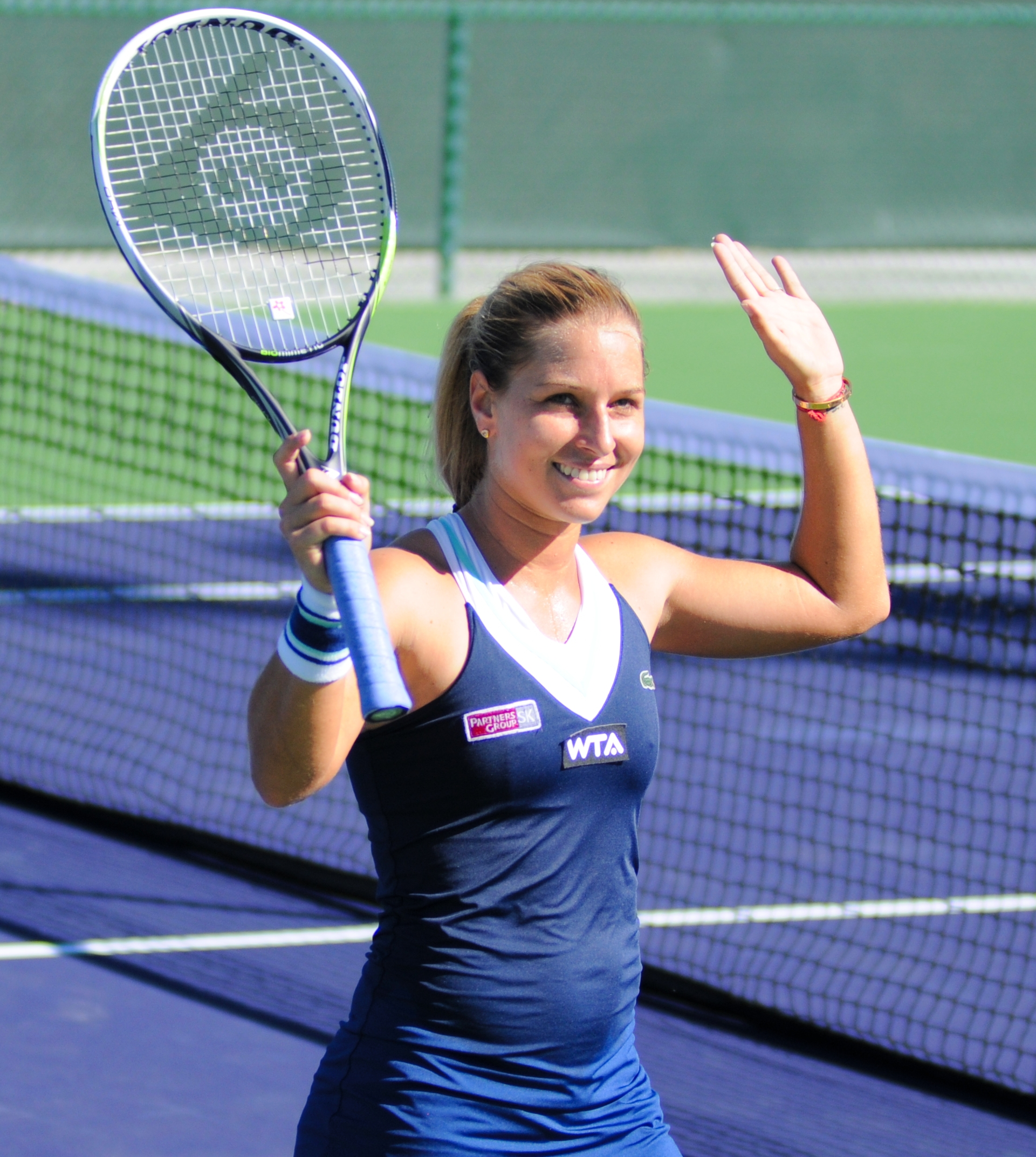
Цибулкова на турнире в Индиан-Уэлсе 2014 года

В начале весны 2014 года Цибулоква выиграла титул в Акапулько. На мартовской связке американских супертурниров (в Индиан-Уэлсе и Майами) она отметилась выходом в четвертьфинал и полуфинал. Эти результаты позволили Доминике впервые войти в топ-10 женского одиночного рейтинга. В апреле она смогла сыграть в финале турнира в Куала-Лумпуре, в котором проиграла хорватке Донне Векич — 7-5 5-7 6-7(4). До конца сезона Цибулкова больше не радовала себя хорошими результатами и лишь на турнирах добиралась до 1/4 финала. В конце сезона она приняла участие в Турнире чемпионок WTA, в котором не вышла из группы. Задела, добытого в начале сезона, хватило Доминике, чтобы завершить сезон в шаге от первой десятки рейтинга — на 11-м месте.
На Открытом чемпионате Австралии 2015 года Цибулкова вышла в четвертьфинал, где её путь прервала Серена Уильямс, которая по итогу стала чемпионкой турнира. С середины февраля по конец июня Цибулкова вынуждено пропустила из-за травмы и связанной с ней операции. После возвращения на корт она не сразу приобрела хорошие результаты. Первого полуфинала после травмы Доминика достигла в сентябре на турнире в Токио.
2016 год стал самым стабильным в плане результатов в карьере Цибулковой. Первого полуфинала на турнирах она достигла в январе в Хобарте. В конце февраля она сыграла в финале турнира в Акапулько, но проиграла Слоан Стивенс со счётом 4-6, 6-4, 6-7(5). В апреле Цибулкова выиграла свой пятый титул в туре, взяв его на турнире в Катовице. Она победила в финале Камилу Джорджи со счётом 6-4, 6-0. В мае на Премьер-турнире в Мадриде Цибулкова смогла дойти до финала. Уже в первом раунде она переиграла № 2 в мире на тот момент Агнешку Радваньскую — 6-4, 6-7(3), 6-3. В решающем матче Доминика не смогла победить Симону Халеп — 2-6, 4-6.
В июне 2016 года Цибулкова выиграла турнир в Истбурне. Этот титул стал первым на траве в карьере. В финале словачка обыграла Каролину Плишкову со счётом 7-5, 6-3. На Уимблдонском турнире она сумела выйти в четвертьфинал, обыграв по пути третий раз в сезоне Агнешку Радваньскую. В июле Цибулкова вышла в полуфинал турнира в Станфорде и смогла на время вернуться в топ-10 в рейтинге.
Осенью 2016 года Цибулкова хорошо сыграла на турнире серии премьер 5 в Ухане. Она добралась до финала, по пути обыграв немку Лауру Зигемунд, чешек Каролину Плишкову и Барбору Стрыцову, а также россиянку Светлану Кузнецову. Три победы из четырёх были одержаны в трёх сетах. В финале словачка потерпела сокрушительное поражение от Петры Квитовой из Чехии — 1-6, 1-6. После турнира она поднялась на 8=ю строчку в рейтинге. В середине октября Цибулкова выиграла турнир в Линце. В финале она победила Викторию Голубич из Швейцарии — 6-3, 7-5.
Результаты сезона позволили Цибулковой впервые квалифицироваться на итоговый турнир — Финал тура WTA в Сингапуре. Из группы она с большим трудом вышла в полуфинал — два поражения и одна победа над Симоной Халеп в последней игре в двух необходимых сетах (выход за счёт выигранного сета у Кербер). В полуфинале словачка с трудом в трех сетах победила россиянку Светлану Кузнецову, а финале Цибулкова взяла реванш в двух сетах у немки Кербер, первой ракетки мира. Неожиданно для многих Цибулкова, которая попала на итоговый турнир под седьмым номером посева стала его победительницей. В рейтинге WTA Цибулкова поднялась с восьмого до пятое место в мире. В 2016 году Доминика стала обладательницей четырёх одиночных титулов WTA — это лучший результат среди всех теннисисток мира в том сезоне.
| Стадия | Соперница (посев)      | Рейтинг | Счёт           |
| Группа | Анжелика Кербер (1)    | 1       | 6-7(5) 6-2 3-6 |
| Группа | Мэдисон Киз (6)        | 7       | 1-6 4-6        |
| Группа | Симона Халеп (4)       | 3       | 6-3 7-6(5)     |
| 1/2    | Светлана Кузнецова (8) | 9       | 1-6 7-6(2) 6-4 |
| Финал  | Анжелика Кербер (1)    | 1       | 6-3 6-4        |

### 2017—2019 (завершение карьеры)

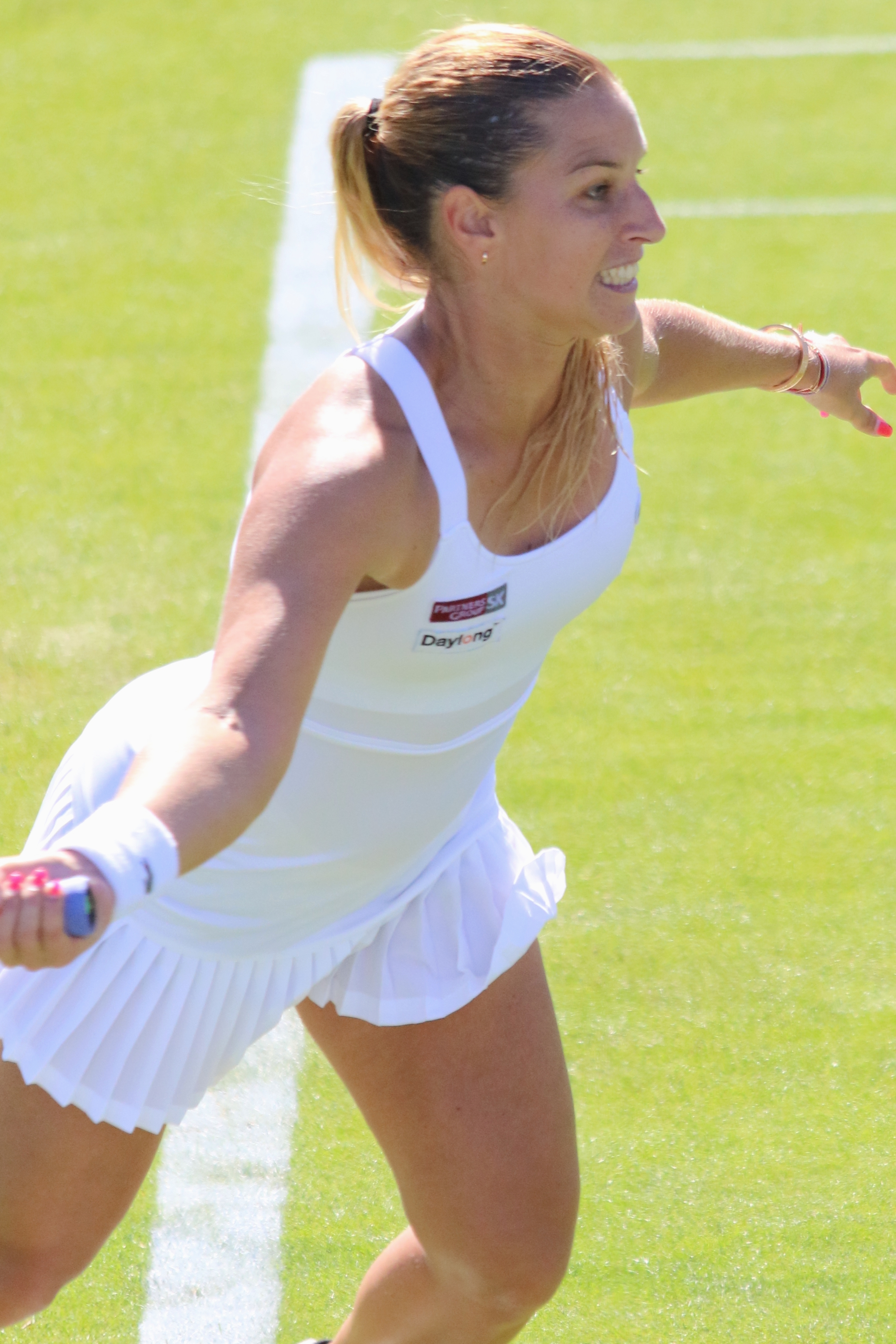
Цибулкова на турнире в Истборне 2017 года

На старте сезона 2017 году Цибулкова сыграла в четвертьфинале турнира в Брисбене. На Открытом чемпионате Австралии она завершила свои выступления в третьем раунде. В феврале на двух турнирах: в Санкт-Петербурге и в Дохе, Цибулкова смогла выйти в полуфинал. В марте она поднялась на самое высокое в карьере место в рейтинге, заняв 4-ю строчку мировой классификации, и смогла продержаться на ней до 1 мая. В июне она выиграла единственный парный титул в туре, взяв его в паре с Кирстен Флипкенс на турнире в Хертогенбосе.
В августе 2017 года Цибулкова вышла в финал турнира в Нью-Хейвене, в котором не смогла одолеть Дарью Гаврилову — 6-4, 3-6, 4-6. Из осенних результатов лучшим стал для неё четвертьфинал в Токио. В целом результаты по итогу сезона заметно упали по сравнению с прошлым и словачка на смогла отобраться на Итоговый турнир и принять участие в защите прошлогоднего титула. По итогам сезона она заняла 26-е место.
В январе 2018 года на турнире в Сиднее Доминика дошла до четвертьфинала, где потерпела поражение от Анжелики Кербер. В феврале на турнире в Будапеште, Цибулкова сумела выйти в финал, в котором проиграла бельгийской спортсменке Алисон ван Эйтванк — 3-6, 6-3, 5-7. Ещё в один финал она вышла в мае на турнире в Страсбурге, где проиграла в упорном финале российской теннисистке Анастасии Павлюченковой в трёх сетах, в котором было 3 тай-брейка — 7-6(5), 6-7(3), 6-7(6).
В июле 2018 года на Уимблдоне Цибулкова дошла до четвертьфинала, в котором уступила латвийской теннисистке Елене Остапенко. На Открытом чемпионате США она дошла до четвёртого раунда, оступившись в матче против Мэдисон Киз. В третьем раунде Доминика выиграла № 4 в мире Анжелику Кербер (3-6, 6-3, 6-3). На турнире в Ухане в конце сентября она во втором раунде обыграла первую ракетку мира Симону Халеп (6-0, 7-5) и в целом дошла до четвертьфинала. Далее Цибулкова вышла в четвертьфинал на турнире в Пекине.
В июне 2019 года Цибулкова участвовала в Открытом чемпионате Франции, где проиграла в первом же раунде белоруске Арине Соболенко со счётом 5-7, 1-6. Этот матч оказался последним в её профессиональной карьере. В конце сезона Цибулкова объявила о завершении профессиональной карьеры. Официально об этом Доминика сообщила одновременно с выходом автобиографической книги «Теннис — моя жизнь»

### Сборная и национальные турниры
Доминика принимала участие в двух теннисных турнирах Олимпийских игр: в 2008 и 2012 году. Лучшее выступление пришлось на одиночный турнир пекинских игр, когда словачка смогла пройти два круга, уступив в третьем тогдашней первой ракетке мира Елене Янкович.
В команду в Кубке Федерации Цибулкова стала привлекаться с 2005 года: некоторое время она играла либо ничего не решающие матчи, либо матчи с заведомо слабыми соперницами, но к 2007 году Доминика выдвигается на роль второй ракетки сборной.
К концу 2000-х годов сборная Словакии с Доминикой закрепляется в роли середняка мировых групп турнира, постоянно играя стыковые матчи между первой и второй группами турнира. В 2013 году словачки с Цибулковой в составе впервые за 11 лет добрались до полуфинала этих соревнований.
Всего за с 2005 по 2019 год Цибулкова сыграла в кубке Федерации 42 одиночных и 9 парных матчей, из которых она победила в 22-х одиночных и одной парной встречах.

## Итоговое место в рейтинге WTA по годам
| Год  | Одиночный рейтинг | Парный рейтинг |
| 2019 | 316               | 1 207          |
| 2018 | 25                |                |
| 2017 | 26                | 196            |
| 2016 | 5                 | 181            |
| 2015 | 38                | 171            |
| 2014 | 11                | 346            |
| 2013 | 23                | 125            |
| 2012 | 15                | 62             |
| 2011 | 18                | 157            |
| 2010 | 31                | 108            |
| 2009 | 30                | 847            |
| 2008 | 19                | 141            |
| 2007 | 52                | 457            |
| 2006 | 156               | 598            |
| 2005 | 555               |                |

## Выступления на турнирах

### Финалы турниров Большого шлема в одиночном разряде (1)

#### Поражения (1)
| №  | Год  | Турнир                       | Покрытие | Соперница в финале | Счёт       |
| 1. | 2014 | Открытый чемпионат Австралии | Хард     | Ли На              | 6-7(3) 0-6 |

### Финалы Итоговых турнировWTAв одиночном разряде (1)

#### Победы (1)
| №  | Год  | Турнир   | Покрытие   | Соперница в финале | Счёт    |
| 1. | 2016 | Сингапур | Хард (зал) | Анжелика Кербер    | 6-3 6-4 |

### Финалы турнировWTAв одиночном разряде (21)

#### Победы (8)
| Легенда: До 2009 года       | Легенда: С 2009 года  |
| --------------------------- | --------------------- |
| Турниры Большого шлема (0)* |                       |
| Олимпиада (0)               |                       |
| Итоговый турнир WTA (1)     |                       |
| 1-я категория (0)           | Premier Mandatory (0) |
| 2-я категория (0)           | Premier 5 (0)         |
| 3-я категория (0)           | Premier (4)           |
| 4-я категория (0)           | International (3+1)   |
| 5-я категория (0)           | International (3+1)   |

| Титулы по покрытиям | Титулы по месту проведения матчей турнира |
| ------------------- | ----------------------------------------- |
| Хард (7)*           | Зал (4)                                   |
| Грунт (0)           | Зал (4)                                   |
| Трава (1+1)         | Открытый воздух (4+1)                     |
| Ковёр (0)           | Открытый воздух (4+1)                     |

* количество побед в одиночном разряде + количество побед в парном разряде.
| №  | Дата            | Турнир                  | Покрытие   | Соперница в финале  | Счёт           |
| 1. | 23 октября 2011 | Москва, Россия          | Хард (зал) | Кайя Канепи         | 3-6 7-6(1) 7-5 |
| 2. | 22 июля 2012    | Карлсбад, США           | Хард       | Марион Бартоли      | 6-1 7-5        |
| 3. | 28 июля 2013    | Станфорд, США           | Хард       | Агнешка Радваньская | 3-6 6-4 6-4    |
| 4. | 1 марта 2014    | Акапулько, Мексика      | Хард       | Кристина Макхейл    | 7-6(3) 4-6 6-4 |
| 5. | 10 апреля 2016  | Катовице, Польша        | Хард (зал) | Камила Джорджи      | 6-4 6-0        |
| 6. | 25 июня 2016    | Истборн, Великобритания | Трава      | Каролина Плишкова   | 7-5 6-3        |
| 7. | 16 октября 2016 | Линц, Австрия           | Хард (зал) | Виктория Голубич    | 6-3 7-5        |
| 8. | 30 октября 2016 | Финал тура WTA          | Хард (зал) | Анжелика Кербер     | 6-3 6-4        |

#### Поражения (13)
| №   | Дата            | Турнир                       | Покрытие   | Соперник в финале      | Счёт                 |
| 1.  | 13 апреля 2008  | Амелия-Айленд, США           | Грунт      | Мария Шарапова         | 6-7(7) 3-6           |
| 2.  | 3 августа 2008  | Монреаль, Канада             | Хард       | Динара Сафина          | 2-6 1-6              |
| 3.  | 16 октября 2011 | Линц, Австрия                | Хард (зал) | Петра Квитова          | 4-6 1-6              |
| 4.  | 15 апреля 2012  | Барселона, Испания           | Грунт      | Сара Эррани            | 2-6 2-6              |
| 5.  | 11 января 2013  | Сидней, Австралия            | Хард       | Агнешка Радваньская    | 0-6 0-6              |
| 6.  | 25 января 2014  | Открытый чемпионат Австралии | Хард       | Ли На                  | 6-7(3) 0-6           |
| 7.  | 20 апреля 2014  | Куала-Лумпур, Малайзия       | Хард       | Донна Векич            | 7-5 5-7 6-7(4)       |
| 8.  | 27 февраля 2016 | Акапулько, Мексика           | Хард       | Слоан Стивенс          | 4-6 6-4 6-7(5)       |
| 9.  | 7 мая 2016      | Мадрид, Испания              | Грунт      | Симона Халеп           | 2-6 4-6              |
| 10. | 1 октября 2016  | Ухань, Китай                 | Хард       | Петра Квитова          | 1-6 1-6              |
| 11. | 26 августа 2017 | Нью-Хейвен, США              | Хард       | Дарья Гаврилова        | 6-4 3-6 4-6          |
| 12. | 25 февраля 2018 | Будапешт, Венгрия            | Хард       | Алисон ван Эйтванк     | 3-6 6-3 5-7          |
| 13. | 26 мая 2018     | Страсбург, Франция           | Грунт      | Анастасия Павлюченкова | 7-6(5) 6-7(3) 6-7(6) |

### Финалы турнировITFв одиночном разряде (6)

#### Победы (2)
| Легенда:         |
| ---------------- |
| 100.000 USD (0)* |
| 75.000 USD (1)   |
| 50.000 USD (0)   |
| 25.000 USD (0)   |
| 10.000 USD (1)   |

| Титулы по покрытиям | Титулы по месту проведения матчей турнира |
| ------------------- | ----------------------------------------- |
| Хард (2)*           | Зал (1)                                   |
| Грунт (0)           | Зал (1)                                   |
| Трава (0)           | Открытый воздух (1)                       |
| Ковёр (0)           | Открытый воздух (1)                       |

* количество побед в одиночном разряде.
| №  | Дата            | Турнир               | Покрытие   | Соперник в финале      | Счёт    |
| 1. | 28 августа 2005 | Амаранти, Португалия | Хард       | Паула Фондевила Кастро | 6-0 6-2 |
| 2. | 29 октября 2006 | Братислава, Словакия | Хард (зал) | Кристина Барруа        | 7-5 6-1 |

#### Поражения (4)
| №  | Дата            | Турнир            | Покрытие   | Соперник в финале | Счёт           |
| 1. | 30 апреля 2005  | Рабат, Марокко    | Грунт      | Андрея Клепач     | 1-6 6-3 4-6    |
| 2. | 26 февраля 2006 | Сен-Жорж, Канада  | Хард (зал) | Альберта Брианти  | 4-6 2-6        |
| 3. | 7 мая 2006      | Шарлоттсвилл, США | Грунт      | Лора Гренвилл     | Без игры       |
| 4. | 20 августа 2006 | Римини, Италия    | Грунт      | Саня Анчич        | 6-7(6) 6-3 3-6 |

### Финалы турнировWTAв парном разряде (3)

#### Победы (1)
| №  | Дата         | Турнир                  | Покрытие | Партнёрша        | Соперницы в финале      | Счёт           |
| 1. | 17 июня 2017 | Хертогенбос, Нидерланды | Трава    | Кирстен Флипкенс | Кики Бертенс Деми Схюрс | 4-6 6-4 [10-6] |

#### Поражения (2)
| №  | Дата         | Турнир                      | Покрытие | Партнёрша             | Соперницы в финале                          | Счёт              |
| 1. | 18 июня 2011 | Хертогенбос, Нидерланды     | Трава    | Флавия Пеннетта       | Барбора Заглавова-Стрыцова Клара Закопалова | 6-1 4-6 [7-10]    |
| 2. | 21 июня 2013 | Хертогенбос, Нидерланды (2) | Трава    | Аранча Парра Сантонха | Ирина-Камелия Бегу Анабель Медина Гарригес  | 6-4 6-7(3) [9-11] |

### Финалы турнировITFв парном разряде (1)

#### Поражения (1)
| №  | Дата            | Турнир           | Покрытие   | Партнёрша         | Соперницы в финале             | Счёт        |
| 1. | 26 февраля 2006 | Сен-Жорж, Канада | Хард (зал) | Вероника Хвойкова | Альберта Брианти Джулия Казони | 2-6 6-3 1-6 |

### Финалы командных турниров (1)

#### Победы (1)
| №  | Год  | Турнир        | Команда                          | Соперник в финале          | Счёт в финале |
| -- | ---- | ------------- | -------------------------------- | -------------------------- | ------------- |
| 1. | 2009 | Кубок Хопмана | Словакия · Д.Цибулкова, Д.Хрбаты | Россия · Д.Сафина, М.Сафин | 2-0           |

## История выступлений на турнирах
| Турнир                          | 2007  | 2008  | 2009          | 2010          | 2011          | 2012  | 2013          | 2014          | 2015          | 2016  | 2017          | 2018          | 2019          | Итог   | В/П за карьеру |
| ------------------------------- | ----- | ----- | ------------- | ------------- | ------------- | ----- | ------------- | ------------- | ------------- | ----- | ------------- | ------------- | ------------- | ------ | -------------- |
| Турниры Большого шлема          |       |       |               |               |               |       |               |               |               |       |               |               |               |        |                |
| Открытый чемпионат Австралии    | К     | 1Р    | 4Р            | 1Р            | 3Р            | 2Р    | 2Р            | Ф             | 1/4           | 1Р    | 3Р            | 1Р            | 1Р            | 0 / 12 | 19-12          |
| Открытый чемпионат Франции      | 3Р    | 3Р    | 1/2           | 3Р            | 1Р            | 1/4   | 2Р            | 3Р            | -             | 3Р    | 2Р            | 1Р            | 1Р            | 0 / 12 | 21-12          |
| Уимблдонский турнир             | К     | 1Р    | 3Р            | 3Р            | 1/4           | 1Р    | 3Р            | 3Р            | 1Р            | 1/4   | 3Р            | 1/4           | -             | 0 / 11 | 22-11          |
| Открытый чемпионат США          | 2Р    | 3Р    | -             | 1/4           | 2Р            | 3Р    | 1Р            | 1Р            | 3Р            | 3Р    | 2Р            | 4Р            | -             | 0 / 11 | 18-11          |
| Итог                            | 0 / 2 | 0 / 4 | 0 / 3         | 0 / 4         | 0 / 4         | 0 / 4 | 0 / 4         | 0 / 4         | 0 / 3         | 0 / 4 | 0 / 4         | 0 / 4         | 0 / 2         | 0 / 46 |                |
| В/П в сезоне                    | 3-2   | 4-4   | 10-3          | 8-4           | 7-4           | 7-4   | 4-4           | 10-4          | 6-3           | 8-4   | 6-4           | 7-4           | 0-2           |        | 80-46          |
| Олимпийские игры                |       |       |               |               |               |       |               |               |               |       |               |               |               |        |                |
| Летняя олимпиада                | НП    | 3Р    | Не проводился | Не проводился | Не проводился | 1Р    | Не проводился | Не проводился | Не проводился | -     | Не проводился | Не проводился | Не проводился | 0 / 2  | 2-2            |
| Итоговые турниры                |       |       |               |               |               |       |               |               |               |       |               |               |               |        |                |
| Итоговый турнир WTA             | -     | -     | -             | -             | -             | -     | -             | -             | -             | П     | -             | -             | -             | 1 / 1  | 3-2            |
| Турнир чемпионок / Трофей элиты | -     | -     | -             | -             | -             | -     | -             | Группа        | -             | -     | -             | -             | -             | 0 / 1  | 2-1            |

К — проигрыш в квалификационном турнире.